# Elisabet Martínez
Elisabet Martínez (13 de junho de 1988) é uma jogadora de rugby sevens espanhola.

## Carreira
Elisabet Martínez integrou o elenco da Seleção Espanhola Feminina de Rugbi de Sevens, na Rio 2016, que foi 7º colocada, sendo capitã da equipe.